# Histoire de Leipzig

Blason de la ville

L’histoire de Leipzig est marquée par son importance comme centre de commerce. Au début, c'est à sa situation favorable à la croisée de routes commerçantes et à des privilèges accordés à ses foires qu'elle avait dû sa situation de premier plan dans le commerce des marchandises ; s'y ajoutèrent par la suite l'impression et le commerce de livres. Leipzig ne fut jamais résidence épiscopale, et fut toujours marquée par son caractère civil. En 1409, la ville devint le siège d'une des universités les plus anciennes dans l'espace linguistique allemand. Au cours des deux derniers siècles, Leipzig connut une forte croissance et fut un temps la quatrième ville allemande en grandeur après Berlin, Hambourg et Breslau, et avant Munich. En tant que site industriel, elle a perdu en importance depuis la réunification, mais s'affirme toujours comme ville de foires, comme ville universitaire, et par son patrimoine culturel.

## Préhistoire et protohistoire
Les premières indications concernant la colonisation du site occupé par Leipzig remontent au néolithique. Sur l'emplacement du cimetière Saint-Matthieu on a découvert des restes de la culture rubanée et également de la culture des amphores globulaires. On a trouvé des urnes datant de l'âge du bronze contenant des restes de corps incinérés à l'emplacement du cimetière du Sud et de l'ancien couvent des dominicains. Des découvertes de type germanique de l'Elbe et datant du temps de l'Empire romain et des Grandes Migrations dans la région de Leipzig et autour d'elle sont habituellement attribuées à la branche suève des Hermundures. Jusqu'en 531, la région de la future ville de Leipzig fit partie du royaume des Thuringes.

## Moyen Âge

### Colonisation par les Slaves
Après avoir été vaincus par les Francs, les Thuringes quittèrent la région comprise entre l'Elbe, la Saale et la Mulde. Vers 600 apr. J.-C., les Slaves de Bohême la repeuplèrent se mélangeant aux quelques Thuringes restés sur place. La première trace écrite de la présence des Sorabes est due au chroniqueur bourguignon Frédégaire en 631. La région autour de Leipzig fut désignée sous le nom de « Chutici ».
Après plusieurs confrontations mineures, les Francs envahirent les territoires des tribus slaves et fondèrent, par exemple, le diocèse d'Erfurt. De nouvelles expéditions contre les Saxons suivirent et plusieurs places fortes furent construites (par exemple Magdebourg et Halle) pour empêcher des incursions de la part des Sorabes.
Au début du Xe siècle furent construites plusieurs places fortes franques à l'emplacement d'anciens villages sorabes, par exemple Leipzig où les Sorabes participèrent à la construction, si bien qu'elle était déjà vraisemblablement terminée en 929. Les dimensions étaient d'environ 150 x 90 mètres, et le mur était épais d'environ 3,50 m avec une hauteur de 30 m. Au centre de l'ensemble s'élevait une tour de défense. Le château était divisé en plusieurs châtelets avec un château principal, le tout étant protégé par des bastions en avant-postes. À cette époque furent construites les premières chapelles comme la chapelle Saint-Pierre ou encore celle des moines irlandais et écossais, suivant le modèle de l'abbaye-mère Saint-Boniface à Erfurt.

### Fondation de la ville

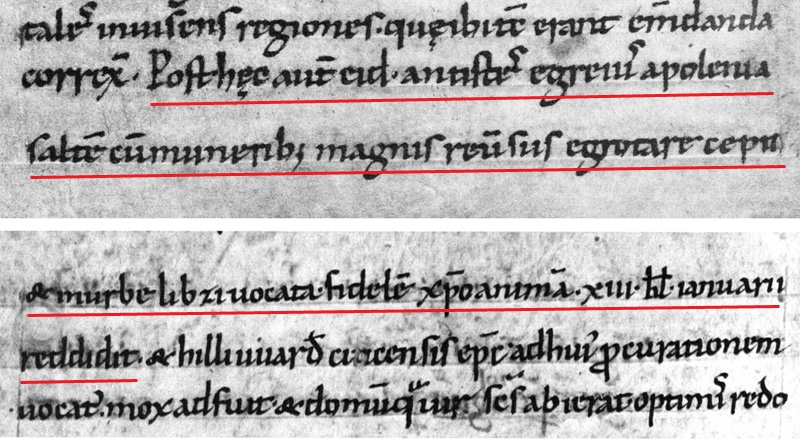
Première mention de Leipzig dans la chronique de Dithmar de Mersebourg

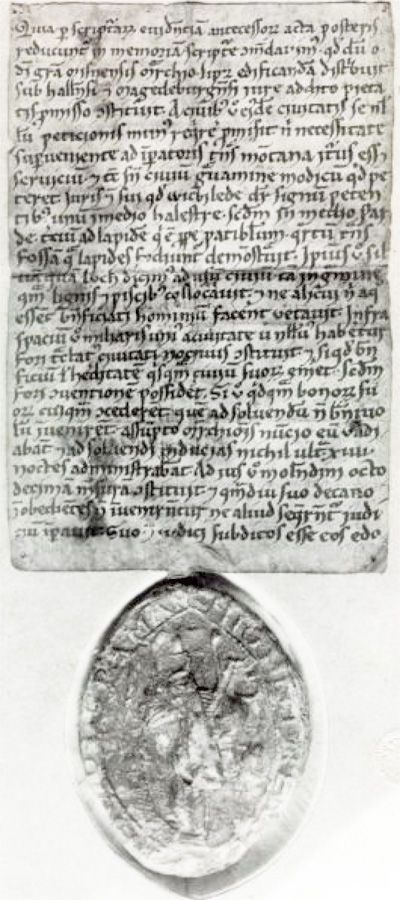
Document sur le privilège urbain (1165)

Leipzig a été mentionnée pour la première fois en 1015, lorsque Dithmar de Mersebourg la cite comme lieu de décès d'Eidos Ier, évêque de Meissen, en l'appelant Urbs Libzi (Chronique VII, 25). On donne généralement l'année 1165 comme celle où a été fondée la ville : le document qui subsiste et par lequel le margrave de Meissen Othon Ier le Riche accorde le privilège urbain et le privilège de marché à la localité située au carrefour de la Via Regia de la Via Imperii. Il ne porte cependant aucune date et a probablement été établi ultérieurement.
L'endroit où se trouvait le plus vieux château allemand est discuté. En raison du nom géographique, Alteburg, de nombreux chercheurs se demandaient s'il ne se trouvait pas chez la Parthe, à proximité de l'actuelle Lortzingstraße. Dans le cimetière Saint-Matthieu, c'est seulement à partir de 1216 que les Annales de Pegau attestent l'existence d'un château. Une colonie en avant-poste (suburbium) entourée d'un fossé se trouvait entre la Große Fleischergasse et la Hainstraße. Les poteries les plus anciennes retrouvées à cet endroit datent de la fin du IXe siècle.
Les marchés de Pâques et de la Saint-Michel sont confirmés à partir de 1190; accordé en 1268, le privilège de l'escorte de protection a jeté les bases d'échanges commerciaux à longue distance. Leipzig est considérée comme la plus ancienne foire du monde. Depuis qu'elle fut élevée au rang de Foire d'Empire en 1497 et qu'elle reçut de l'empereur Maximilien Ier, le droit de foire, l'importance de la Foire de Leipzig ne fit que croître. Le privilège de foire fut élargi par le droit d'étape après que les villes d'Erfurt, de Halle et de Magdebourg y eurent contrevenu de façon répétée. En outre une amende de 50 marks-or devait frapper la ville qui aurait enfreint la prédominance du marché de Leipzig. Cette somme devait aller pour moitié à l'Empire et le reste être partagé entre la ville et le duc. Cela n'empêcha pas sérieusement les villes de Francfort-sur-l'Oder, de Naumbourg, d'Annaberg et d'Erfurt de créer des marchés supplémentaires ou nouveaux. C'est pourquoi en 1515 un document émanant du Pape y ajouta la menace de sanctions ecclésiastiques. Au cours des siècles, Leipzig ne cessa de se développer, passant de centre de commerce local ou régional à celui de place de commerce internationale. Ce fut en particulier le commerce Est-Ouest qui fit sa renommée.
À la tête de la ville se trouvaient à l'origine des avoués qui représentaient le souverain. Depuis le XIIIe siècle la direction en fut confiée à un magistrat local (Scultetus). Des assesseurs (les consuls) travaillaient à ses côtés. En 1301 un maire et un « conseil municipal » prirent la relève. Ce Conseil se composait de 12 à 15 membres, changés chaque année. À partir du XVe siècle, leurs fonctions furent attribuées à vie.
La plus ancienne église paroissiale, Saint-Nicolas, a été construite à partir de 1165. En 1212 y a été ajouté Saint-Thomas, en même temps que l'on créait le Chœur Saint-Thomas. Le XIIIe siècle a vu la fondation de plusieurs monastères, dont l'Abbaye Saint-Thomas comme fondation chorale des Augustins et l'Abbaye Saint-Georges de Leipzig comme couvent cistercien.
Le plus ancien hôpital de la ville a été fondé en 1213 dans le cadre du monastère Saint-Thomas, dont est sortie l'actuelle clinique universitaire Saint-Georges. Il servait non seulement à accueillir les malades, mais aussi les pèlerins et les sans-abri. En 1439 il fut acheté par la ville.
En 1409 a été fondée l'« Alma Mater Lipsiensis », l'université de Leipzig, qui est une des plus anciennes universités allemandes. À l'Université Charles de Prague, les droits de vote des Nations universitaires avaient été modifiés et il existait des tensions entre les théologiens traditionnels et les théologiens hussites ; pour cette raison les professeurs et les étudiants allemands émigrèrent à Leipzig.
En 1485, le Partage de Leipzig donna Leipzig avec les territoires orientaux de la Maison de Wettin à la branche albertine.

## Le début des Temps modernes

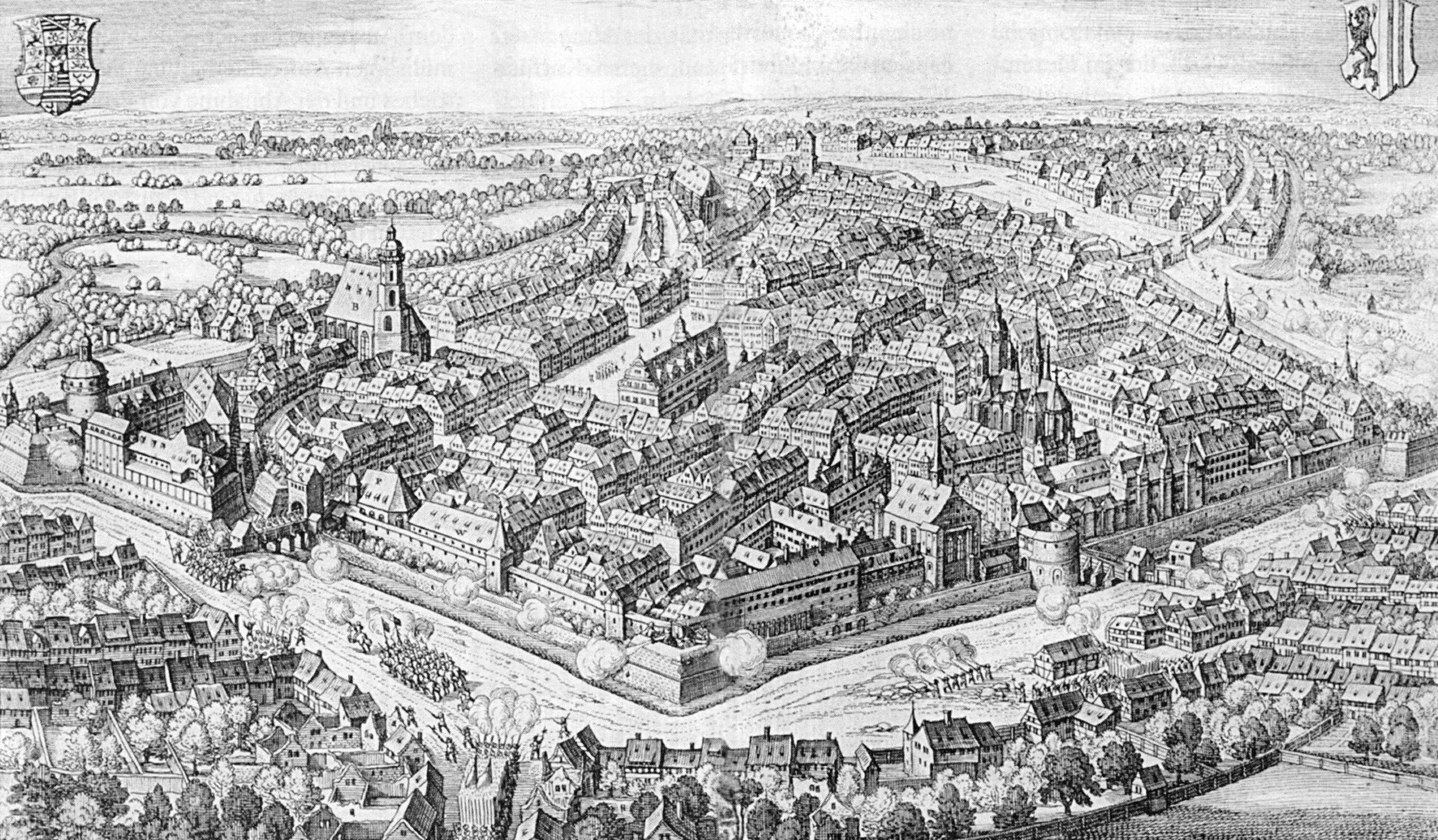
Le siège de Leipzig par Heinrich von Holk pendant la guerre de Trente Ans en 1632.

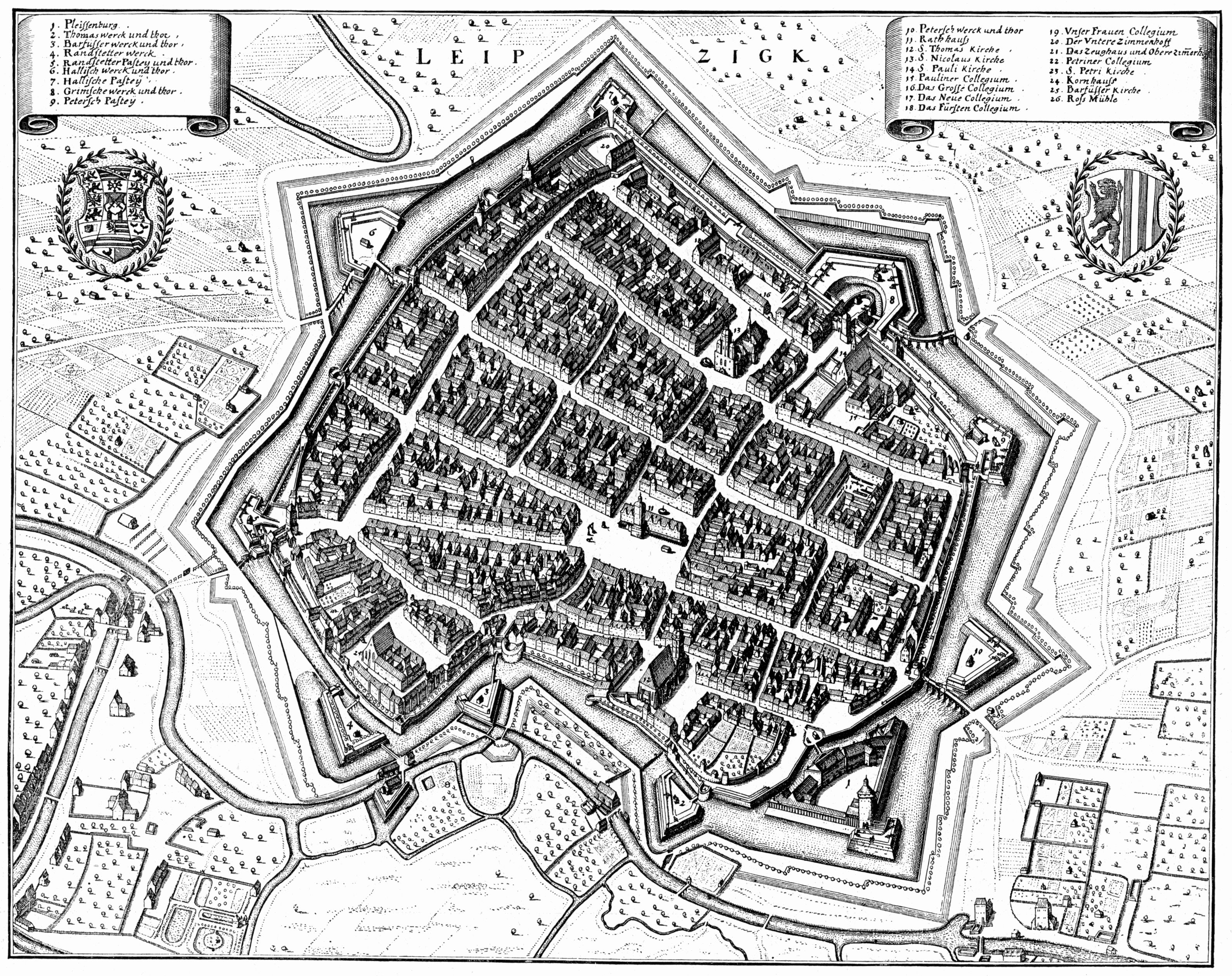
Leipzig vu du ciel au milieu du XVIIe siècle.

Dès 1501 le Conseil de Leipzig passa commande de la première conduite d'alimentation en eau. Construite à l'aide de troncs de pins par le maître-fontainier Andreas Gentzsch elle fournissait grâce à de l'eau de la Marienquelle les fontaines publiques du Brühl et du marché ainsi que le monastère Saint-Paul et de nombreuses maisons particulières. En 1519 un travail d'art permit d'utiliser l'eau de la Pleisse, d'autres suivirent. En 1511/12 fut fondée l'école Saint-Nicolas (de), la première école latine de la ville.
En 1519 eut lieu au château de la Pleissenbourg la disputatio de Leipzig entre Martin Luther et Jean Eck, l'adversaire de la Réforme. Après une résistance initiale, la Réforme fut introduite définitivement en 1539 par Luther et Justus Jonas, lequel prêcha à l'église Saint Nicolas. Johann Pfeffinger devint le premier surintendant de la ville.
Le ancien hôtel de ville commencé en 1556 fut construit en moins d'un an dans le style de la Renaissance allemande alors que Hieronymus Lotter était maire.
Le 17 septembre 1631, pendant la Guerre de Trente Ans, Leipzig vit sur le champ de bataille de Breitenfeld une des plus grandes défaites des Impériaux conduits par Tilly. Aujourd'hui à Leipzig, dans l'ancien domaine seigneurial de Breitenfeld un monument rappelle la mémoire du grand stratège suédois Gustav Adolf. Un an plus tard, le 16 novembre 1632, Gustav Adolf devait tomber au cours de la bataille de Lützen, à environ 10 km au sud-ouest des limites actuelles de la ville de Leipzig.
À partir du 1er juillet 1650 parurent les Einkommenden Zeitungen, publication qui succédait à la Wöchentlichen Zeitung. Paraissant six fois par semaine, elles furent le premier journal quotidien du monde.
1660 commence l'histoire de la voirie : on embaucha le premier balayeur municipal pour la place du Marché. C'était bien nécessaire puisque déjà un habitant de la ville sur cinq mourait du fait des épidémies.

## XVIIIesiècle

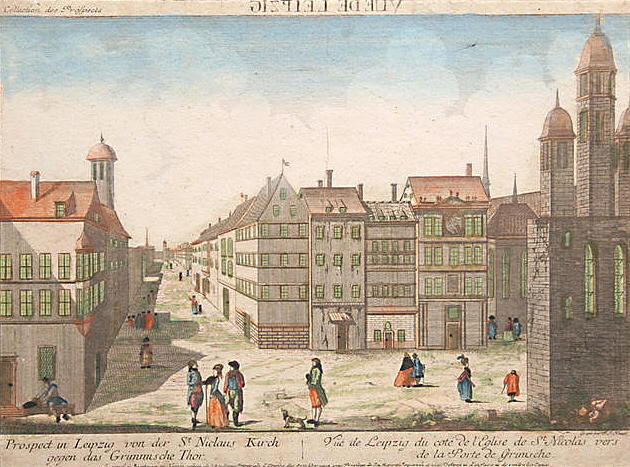
La cour devant l'église Saint-Nicolas à la fin du XVIIIe siècle.

Leipzig acquit le surnom de « Petit Paris », quand cette ville de foire, soucieuse de progrès, s’équipa en 1701 d’un éclairage des rues, et put dès lors être comparée à la Ville lumière.
Au début du XVIIIe siècle, Georg Philipp Telemann, fit ses études à Leipzig et y fonda le Collegium Musicum. De 1723 jusqu'à sa mort en 1750, Jean-Sébastien Bach reçut du conseil de la ville le poste de Thomaskantor et de « Director musices » (directeur de l'ensemble des églises de la ville). C'est ici entre autres qu’ont été créés la Passion selon saint Jean, la Passion selon saint Matthieu, l'Oratorio de Noël, la Messe en si mineur et l'Art de la fugue.
Pendant la Guerre de Sept Ans, Leipzig fut occupée par la Prusse de 1756 à 1763.
De 1764 à 1768, Goethe étudia à Leipzig. L’image qu’il se fit de la Grèce repose sur ce qu’il vit dans la colonie grecque de Leipzig, qui formait alors la plus grande communauté grecque hors de Grèce.

## XIXesiècle

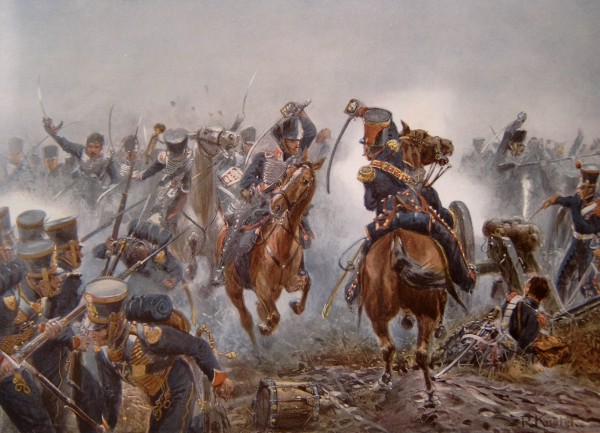
La bataille des nations en 1813.

Alors que la Saxe était depuis 1806, l'alliée de la France eut lieu en 1813, la bataille de Leipzig, où les armées de l'Autriche, de la Prusse, de l'Empire russe et de la Suède, renforcées de patriotes allemands, infligèrent une défaite décisive à Napoléon et à ses alliés, parmi lesquels se trouvait le royaume de Saxe. Le 19 octobre 1813 le roi de Saxe Frédéric-Auguste Ier fut capturé à Leipzig.
En 1831 fut introduit le règlement municipal saxon. Il y avait désormais un conseil municipal, dont les membres étaient élus par le peuple, et un maire, qui porta à partir de 1877 le titre d'Oberbürgermeister. Dès 1874 Leipzig fut détachée d'arrondissement et devint ce que l'on appelle aujourd'hui une ville-arrondissement (Kreisfreie Stadt).
En août 1835, Felix Mendelssohn devint maître de chapelle du Gewandhaus et conserva ce poste jusqu'à sa mort en novembre 1847 ; avec son orchestre il réforma la vie des concerts en Europe. C'est à cette époque que naquirent entre autres la Symphonie no 3 (Symphonie « écossaise »), le Concerto pour violon no 3 et l'oratorio Elias.
En 1839 fut ouverte la ligne de chemin de fer reliant Leipzig à Dresde, c'était la première en Allemagne. Les années suivantes furent édifiées les gares de Dresde, Magdeburg, Thuringes et Berlin à Leipzig. La construction de la gare centrale de Leipzig débuta en 1902 et s'acheva en 1915. Leipzig se développa dans son rôle de plaque tournante ferroviaire au centre de l'Allemagne et devint en 1915 la plus grande gare terminus d'Europe, devançant la gare de Milan en termes de trafic.

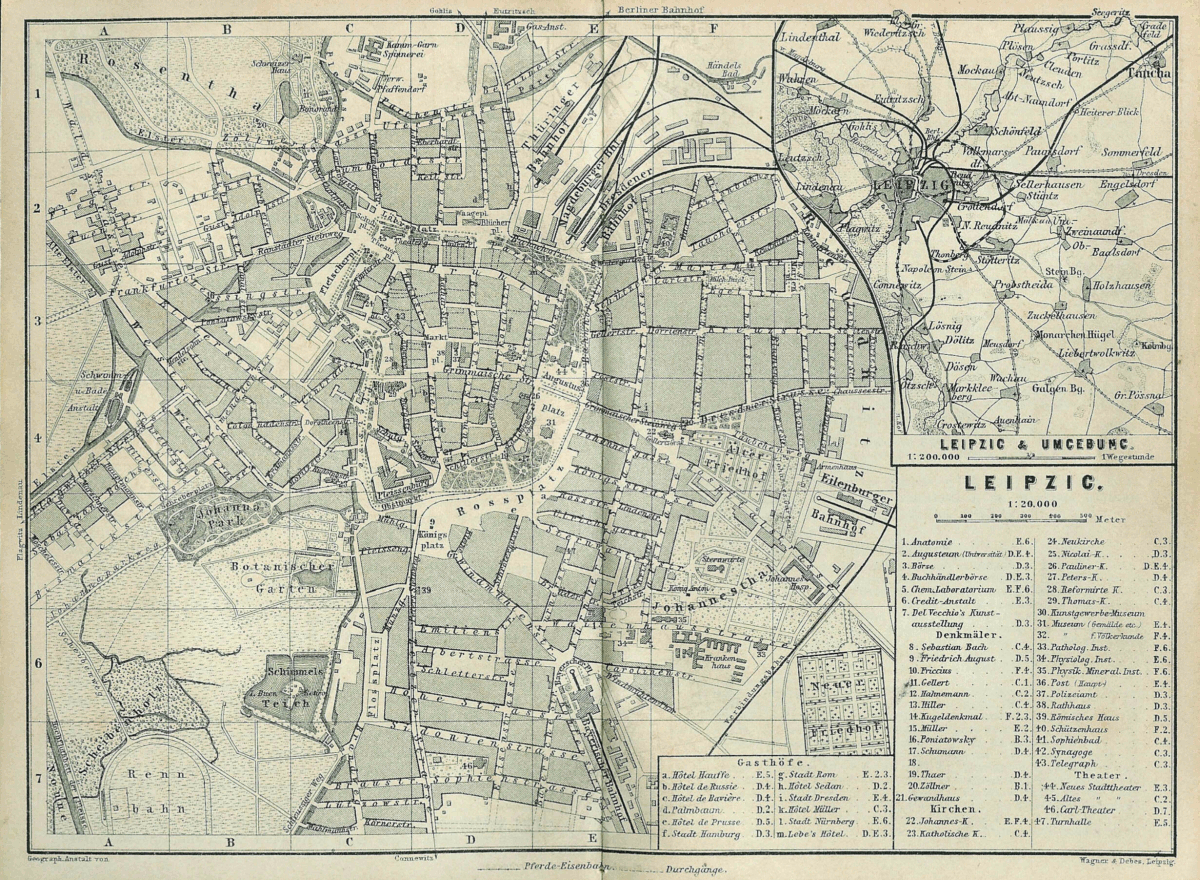
Plan de Leipzig en 1876.

Au cours du Vormärz, à l'occasion de la visite du prince Johann en août 1845, des incidents se produisirent à Lepzig, entraînant des huit morts ; il s'ensuivit des manifestations contre le gouvernement de Saxe.
Le 23 mai 1863 fut fondée à Leipzig l'Association générale des travailleurs allemands (Allgemeine Deutsche Arbeiterverein ou ADAV). On la considère comme le plus ancien parti démocratique en Allemagne et comme la première organisation annonçant l'actuelle SPD.
En 1877 fut construit à Naunhof le premier site de captage d'eau de Leipzig ; en 1897, ce fut le premier château d'eau à Möckern, puis en 1907 à Probstheida.

## XXesiècle

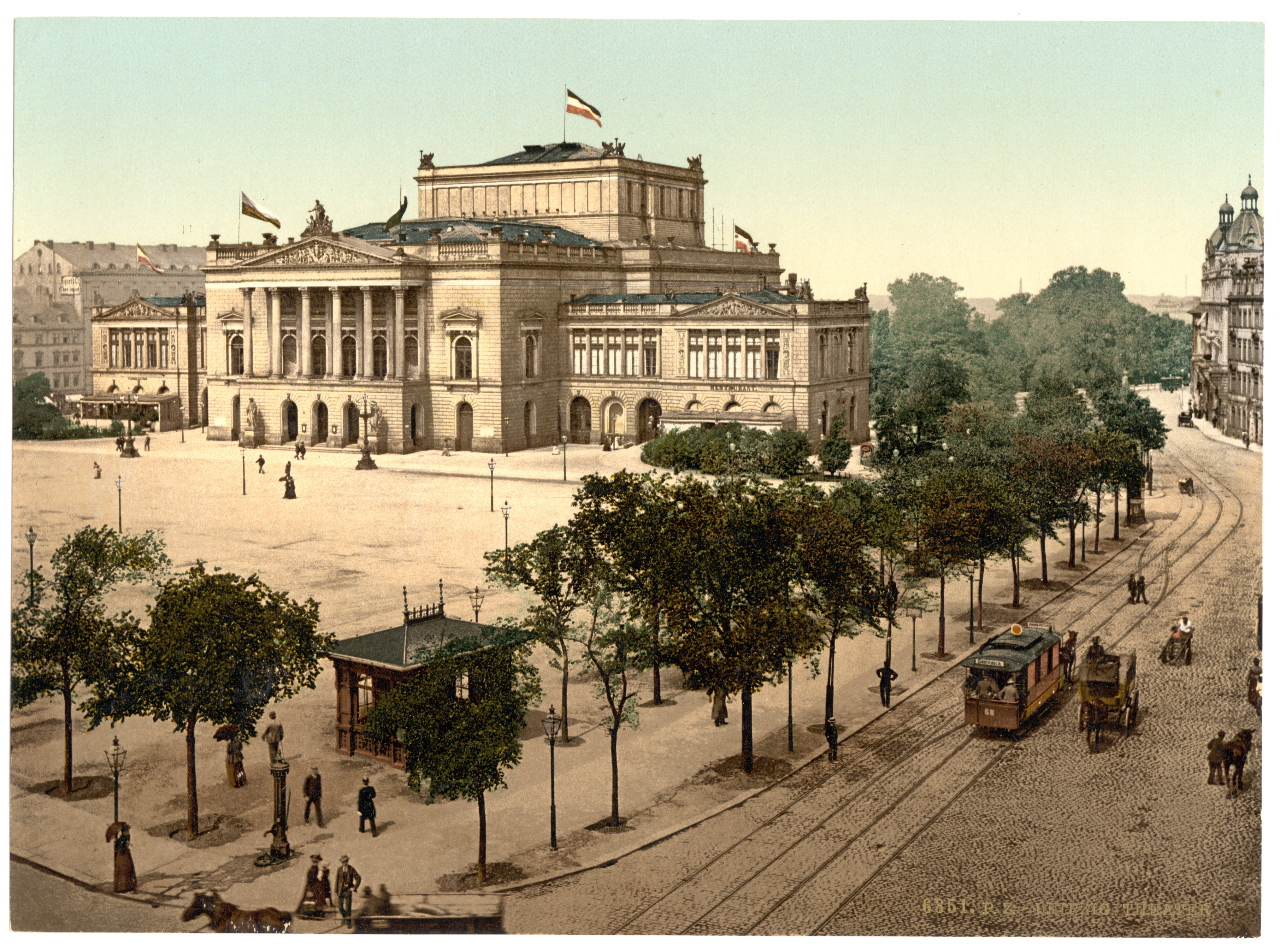
Le Neues Theater (là où se situe maintenant l'opéra) et l'Augustusplatz de Leipzig vers 1900.

De 1899 à 1905, on démolit l'ancien château du Pleissenbourg pour le remplacer par le nouvel hôtel de ville. En 1913 fut achevé le Monument de la Bataille des Nations, de 91 m de haut. Il se situe à l'endroit où avaient fait rage les plus violents affrontements, et où étaient tombés la plupart des soldats. Cet imposant monument est l'un des repères de Leipzig.
En 1900 fut fondée à Leipzig la Fédération allemande de football. Le VfB Leipzig devint en 1903 champion d'Allemagne de football.
Par suite de l'industrialisation, mais aussi de nombreuses incorporations de communes de banlieue, le nombre d'habitants s'accrut très rapidement à la fin du XIXe siècle, faisant de Leipzig avant la Seconde Guerre mondiale la cinquième ville d'Allemagne en importance avec 750 000 habitants.
Leipzig devint la capitale du livre et de l'édition. Jusqu'en 1945, la bibliothèque nationale allemande (Deutsche Bücherei) fut la plus importante des collections de documents imprimés en allemand.

## Nazisme et Seconde Guerre mondiale

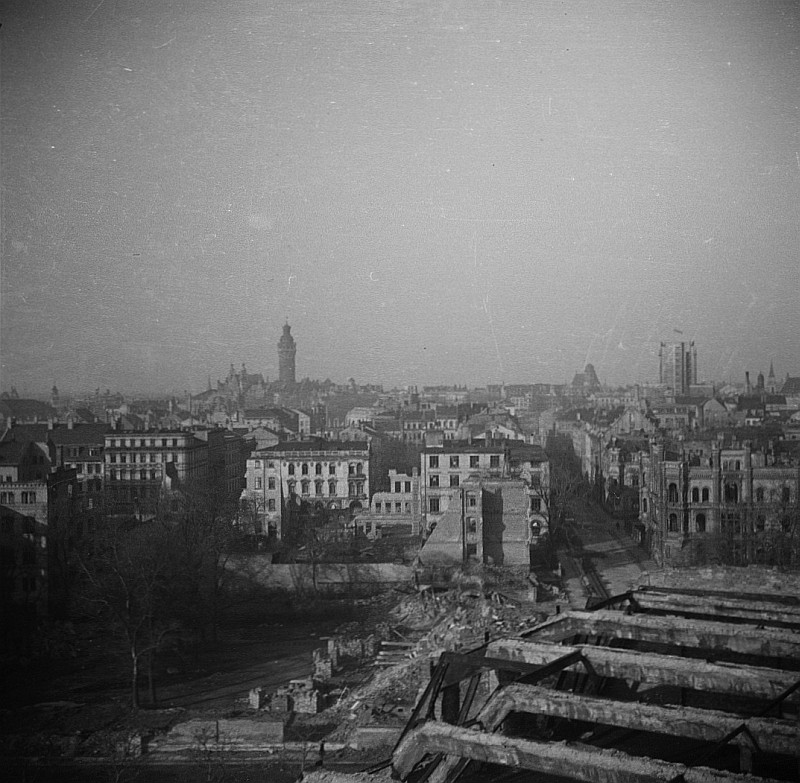
Vue du centre-ville en partie détruit depuis la mairie (Neues Rathaus) en 1947.

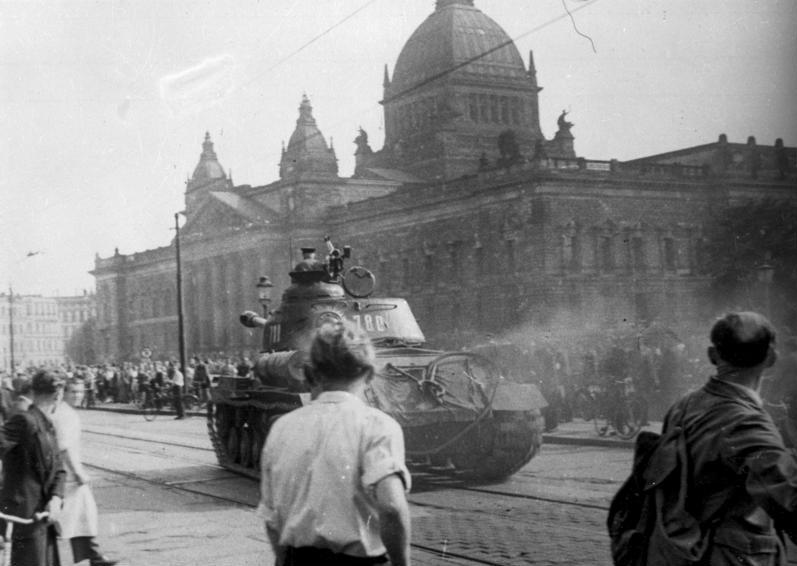
Un panzer soviétique dans les rues de Leipzig pendant l'insurrection de juin 1953 en Allemagne de l'Est.

Pendant la période national-socialiste le maire était nommé par le parti nazi. Cependant Carl Friedrich Goerdeler, continua à exercer ses fonctions jusqu'en 1936 ; on sait qu'il fit partie par la suite du complot du 20 juillet 1944.
En 1942, des milliers de juifs de Leipzig furent déportés sans résistance dans des camps de concentration. C'est Leipzig qui connut le plus violent bombardement de la Seconde Guerre mondiale ; il dura environ une heure (l'alerte fut donnée vers 3 heures 40) et eut lieu le 4 décembre 1943. L'attaque fut menée par la Royal Air Force, sous le nom de code Haddock. Une autre attaque, due à l'aviation américaine, eut lieu le 7 juillet 1944. La gare centrale subit des dommages considérables.
Le territoire de la ville comprenait plusieurs annexes du camp de Buchenwald. Le 12 avril 1945, au cours des crimes qui accompagnèrent la fin de la guerre, furent assassinés 53 prisonniers allemands et étrangers de deux prisons dans la banlieue de Leipzig. Le jour suivant, 32 prisonniers de la police, allemands, français, autrichiens et tchécoslovaques, périrent dans une caserne de la Wehrmacht, dans le cadre des meurtres de masse perpétrés par les nazis.
Le 18 avril 1945 des unités de la 3e Armée de terre américaine occupèrent la ville et installèrent leur quartier général à l'hôtel Fürstenhof. Il n'y eut que quelques tentatives de résistance armée. Enfin, le 2 juillet, à la suite du Protocole de Londres de 1944 sur les zones d'occupation et les décisions de la conférence de Yalta, l'armée soviétique prit le contrôle de la ville. L'administration militaire soviétique constitua un conseil municipal dont la composition, pendant tout le temps de la RDA devait être dictée par le régime communiste.

## Au temps de la RDA

Expansion dans le temps du réseau de tramway à Leipzig.

Après la Seconde Guerre mondiale, l'importance économique de Leipzig diminua fortement, du fait qu'elle appartenait à la zone d'occupation soviétique puis à la République démocratique allemande (RDA), ce qui se traduisit par une baisse continue de la population. Au temps de la RDA, elle était le chef-lieu du district de Leipzig (Bezirk).
En 1955/1956, en réutilisant des ruines, on construisit le Stade central qui, avec plus de 100 000 places, était le plus grand stade en Allemagne.
En 1968, à l'instigation de la direction de la SED (que présidait Walter Ulbricht, originaire de Leipzig) on démolit l'église Saint-Paul, l'église de l'Université, pour achever la « transformation socialiste » de l'Augustusplatz (alors Karl-Marx-Platz). La reconstruction de l'édifice fit l'objet de maints débats contradictoires pendant de nombreuses années après la Wende, ce qui conduisit entre autres à la démission du recteur de l'Université. En 2004, il fut décidé que, dans le cadre du nouvel immeuble universitaire dont la construction devait s'achever, on rappellerait le souvenir de l'église. Le nouveau bâtiment Paulinum comprend une aula en forme d'église et l'aspect extérieur est celui de l'ancienne église.
En 1969 le réseau ferré régional fut inauguré.
Leipzig a joué un rôle important dans la révolution pacifique de 1989 qui a conduit à la chute du mur et finalement à la réunification de l'Allemagne. Des prières pour la paix dans l'église Saint-Nicolas avaient déjà lieu tous les lundis depuis le 20 septembre 1982. Elles avaient été organisées essentiellement par Christian Führer, pasteur de l'église. Les prières pour la paix offraient des possibilités d'échange et de réflexion dans une atmosphère plus intime. À la fin de 1988 le nombre des participants commença à croître alors que le débat social devenait plus vif, et les prières de paix prirent une coloration politique. Les tentatives de l'État pour exercer son influence sur l'organisation et l'esprit de ces prières eurent pour conséquence que les manifestations qui suivirent eurent lieu de plus en plus devant l'église. Beaucoup de participants s'attardaient après la prière dans le jardin de Saint-Nicolas. Ce nouvel espace public offrit une base où s'animèrent échanges d'informations et réflexions.
5 000 tracts furent distribués le 11 janvier 1989 par les membres des groupes de base ; ils invitaient à participer à une manifestation en faveur du « renouveau démocratique de notre société » le 15 janvier 1989, jour qui marquait le 70e anniversaire de l'assassinat de Rosa Luxemburg et de Karl Liebknecht, on réclamait la liberté d'opinion, la liberté de réunion et la liberté de la presse. Quatre dissidents furent encore arrêtés ce jour-là, tandis que des collaborateurs de la Stasi allèrent reprendre dans les boîtes aux lettres une grande partie des tracts distribués. 500 habitants de Leipzig participèrent à la manifestation ; après qu'elle se fut séparée, 53 personnes furent arrêtées mais, après de nouvelles protestations, des interventions et la pression politique faite du dehors par les ministres des Affaires étrangères de la République fédérale et des USA dans le cadre de la 3e Conférence sur la sécurité et la coopération en Europe, elles étaient toutes libérées le 19 janvier. C'était la première manifestation non autorisée des années 80 en RDA.
Le 13 mars, pendant la foire de printemps de Leipzig et en présence de nombreux journalistes occidentaux, 300 personnes, dont beaucoup de candidats à des voyages à l'étranger manifestèrent devant l'église Saint-Nicolas. La manifestation qui se forma à la suite de la prière pour la paix fut dispersée par les forces de sécurité et des forces organisées par la SED alors que, partie du marché, elle se dirigeait déjà vers Saint-Thomas. Devant cette situation la direction de RDA autorisa jusqu'au 7 mai environ 2 000 demandes de voyage à l'étranger dans le cadre de l'opération « Auslese » pour faire retomber la pression sociale. À l'occasion des élections municipales du 7 mai l'opposition réussit à contrôler le décompte des voix dans l'arrondissement de Leipzig-centre. La participation électorale ne s'élevait qu'à environ 7 % et le nombre des « oui » était à près inférieur de 5 % à ce qui fut annoncé officiellement. De cette façon la direction de la RDA pouvait pour la première fois être convaincue de fraude électorale. Le mouvement « Demokratische Initiative - Initiative zur demokratischen Erneuerung der Gesellschaft » (« Initiative démocratique - Initiative pour un renouveau démocratique de la société ») avait distribué peu de temps avant l'élection des tracts qui invitaient au refus de vote.
Pour remplacer ce vote truqué devait avoir lieu un « referendum alternatif » sur la place du marché et les bulletins de ceux qui n'avaient pas voté devaient être déposés dans une urne. Par ailleurs on invitait à une manifestation devant le Monument de la Bataille des Nations. Les initiateurs furent condamnés à des peines de prison allant jusqu'à un an et demi. La Stasi procéda à plus de cent arrestations suivies d'interrogatoires.
Le 4 juin devait avoir lieu, à l'occasion de la Journée mondiale de l'Environnement, la manifestation « un espoir fait ses premiers pas – Pèlerinage de Pleisse 1989 » le long de la canalisation de la Pleiße. Bien que la manifestation d'abord autorisée eût été interdite, environ 1 400 personnes participèrent aux services religieux. 74 participants furent arrêtés. Le festival de musique dans les rues prévu pour le 10 juin mais non autorisé, se termina vers midi avec une vague d'arrestation par la Vopo. Les arrestations des musiciens, brusquement embarqués dans des camions avec leurs instruments, déclenchèrent de violentes protestations parmi les passants qui étaient présents.
Pour l'Assemblée de l'Église du 6 au 9 juillet, les problèmes politiques ne furent pas pris en compte par les organisateurs. Cependant, à Saint-Luc, fut organisé par des groupes de base une sorte de Kirchentag de remplacement (Statt-Kirchentag) auquel 2 500 personnes participèrent. Des opposants y vinrent de toute la RDA. Après la cérémonie religieuse de clôture qui eut lieu sur l'hippodrome, une manifestation s'organisa contre la fraude électorale et pour la démocratie. Alors qu'elle se dirigeait  vers le centre-ville des collaborateurs de la Stasi arrachèrent les banderoles des manifestants et s'enfuirent par le tramway. À l'occasion d'une manifestation lors de la foire d'automne de Leipzig, le 4 septembre des collaborateurs de la Stasi arrachèrent devant les caméras de journalistes occidentaux des banderoles portant des slogans comme « Pour un pays ouvert avec des gens libres ». Les manifestants réagirent alors aux cris de « Dehors la Stasi ». Pour la première fois on eut l'occasion d'entendre le cri « Nous resterons ! » alors que c'étaient auparavant surtout ceux qui voulaient partir pour l'étranger qui dominaient l'atmosphère de des manifestations. À partir de ce moment ce fut au nom de ces deux points de vue qu'on protesta pour obtenir des changements.
Le 11 septembre, la police boucla le jardin de Saint-Nicolas après que plus de 1 000 personnes eurent participé à la prière pour la paix. 89 d'entre elles furent arrêtées et on infligea des amendes pouvant aller jusqu'à 5 000 marks. Le 18 septembre, des chaînes de policiers vinrent une nouvelle fois se placer autour de l'église presque bondée et procédèrent à de nouvelles arrestations. Le 25 septembre 5 000 personnes participaient à la manifestation du lundi, exigeant, entre autres, que le Nouveau Forum fût autorisé. Comme l'accès au marché était bloqué par la police, le cortège de manifestants se dirigea vers la place Karl-Marx puis, en passant par le ring, vers la « Runde Ecke », le siège local de la Stasi.
Fin septembre, à l'initiative de la SED, des lettres de lecteurs furent publiées par la Leipziger Volkszeitung pour condamner les prières pour la paix ; le mot d'ordre était : « Nous voulons continuer à vivre dans la paix et la sécurité » ; elles n'arrêtèrent en rien les prières et les manifestations. Le 2 octobre c'étaient déjà 20 000 personnes qui manifestaient. Au cours du défilé sur le boulevard jusqu'à Saint-Thomas, une chaîne de policiers fut enfoncée. Alors la police, avec chiens, casques, matraques et boucliers, chargea contre les manifestants et il s'ensuivit une nouvelle fois de nombreuses arrestations.
Le 6 octobre le courrier des lecteurs publia à l'instigation de la SED la lettre d'un chef de groupe de combat de Leipzig qui annonçait : « Nous sommes prêts, et nous en avons la volonté, à protéger énergiquement ce que nous avons produit de nos mains pour empêcher avec la dernière énergie ces actions contre-révolutionnaires. S'il le faut, ce sera les armes à la main. » Des essais aussi violents d'intimidation de la part de l'État ainsi que l'appel intérieur à des mesures radicales ne firent que rendre la situation encore plus explosive. Le 7 octobre, 4 000 personnes manifestaient pour le 40e anniversaire de la RDA à Leipzig et 210 furent arrêtés. Le 9 octobre, 8 000 policiers, groupes de combat et soldats de la NVA se tenaient prêts. Dans les hôpitaux, les réserves de sang avaient été augmentées, le personnel médical fut réquisitionné pour un service de nuit. Dès quatorze heures, six cents collaborateurs de la SED occupaient Saint-Nicolas.
Les liaisons ferroviaires avec Leipzig furent rendues plus difficiles ; et cependant, malgré la menace d'une « solution à la chinoise » sur le modèle du massacre de la place Tienanmen, 70 000 personnes se réunissaient après les prières pour la paix. Dans une situation si périlleuse, le chef d'orchestre du Gewandhaus, Kurt Masur, lut un texte qu'il avait rédigé avec le cabarettiste Bernd-Lutz Lange, le théologien Peter Zimmermann et trois fonctionnaires de la SED, (ceux qu'on appela « les Six de Leipzig » ), et qui appelait à la non-violence : « Citoyens! Le professeur Kurt Masur, le pasteur Zimmermann, le cabarettiste Bernd-Lutz Lange et les secrétaires de district de la SED, Kurt Meyer, Jochen Pommert et Roland Wötzel adressent l'appel suivant à tous les habitants de Leipzig : ce qui nous a réunis aujourd'hui, c'est notre inquiétude et notre sentiment de responsabilité pour le bien commun. Nous nous préoccupons du développement dans notre ville et nous cherchons une solution. Tous nous avons besoin d'un libre échange de vues sur la poursuite du socialisme dans notre pays. C'est pourquoi aujourd'hui, nous promettons tous les six à tous les citoyens d'engager tout notre pouvoir et toute notre autorité pour que ce dialogue se fasse non seulement dans l'arrondissement de Leipzig, mais encore avec notre gouvernement. Nous vous invitons instamment à la sagesse pour qu'un dialogue pacifique devienne possible. » Ainsi parla Kurt Masur et cette déclaration fut diffusée à partir de 18 heures par la radio de la ville. Le cortège de manifestants se dirigea de Saint-Nicolas vers l'Opéra puis sur le Ring. Quand il passa devant la gare centrale, les forces de sécurité se retirèrent. L'État n'avait pas compté sur un tel nombre de participants. Après que des essais de conversations téléphoniques avec Berlin furent restés sans réponse, le 2e secrétaire de la SED pour le district de Hackenberg et le chef de la police, le major-général Strassenburg, ordonnèrent la retraite. Cependant les motifs et le déroulement exact des événements n'ont pas encore été complètement éclaircis. Sur les escaliers de la « Runde Ecke » on plaça des bougies. Vers 20 heures, la manifestation était finie et le pouvoir de l'État était brisé.
Après le 9 octobre, le nombre des manifestants monta encore nettement : le 16 octobre ils étaient 120 000 et, le 23 octobre, c'étaient 200 000 qui manifestaient pour des réformes et l'autorisation du Neues Forum, le 30 octobre on en comptait 300 000. Une semaine plus tard, le 6 novembre, avait lieu la plus grande manifestation du lundi à Leipzig. Les différentes estimations vont de 300 000 à 400 000manifestants venus de toute la RDA. Après la chute de mur, le nombre des manifestants diminua mais, le 13 novembre, c'étaient encore 150 000 personnes qui manifestaient contre la SED et contre la Stasi.

## Après 1990

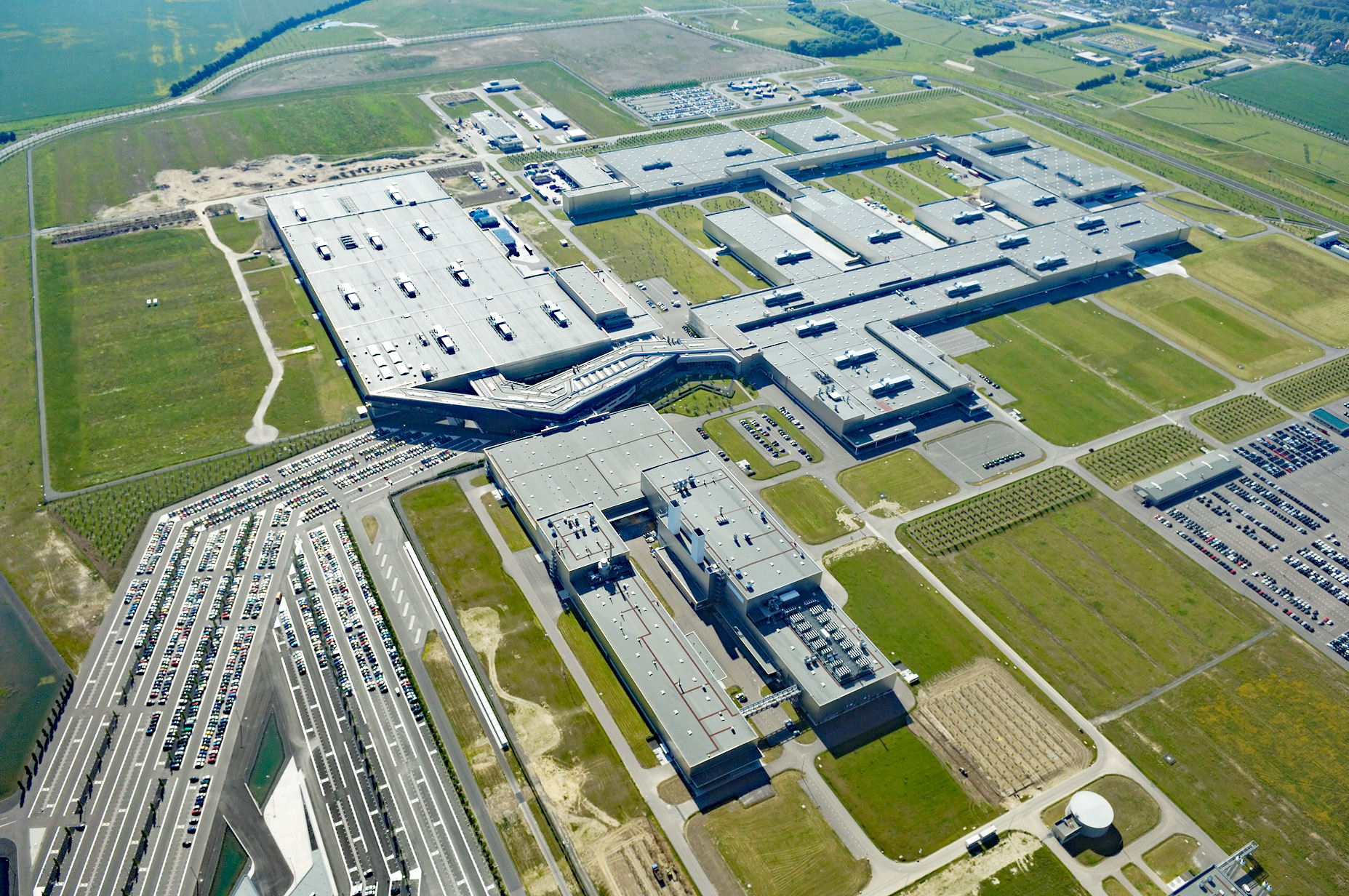
Usine BMW de Leipzig – vue aérienne (2006)

Aujourd'hui Leipzig a conservé son prestige comme ville de foires et de médias, et comme ville universitaire, même si son importance n'égale pas celle d'avant la guerre.
Le 12 avril 1996, une cérémonie a inauguré le nouveau parc des expositions qui est à la fois le centre d'exposition et le centre de congrès le plus moderne d'Europe et qui a été construit en tout juste trois ans.
Le 12 avril 2003, c'est Leipzig qui s'est imposée comme ville candidate allemande pour les Jeux olympiques de 2012 contre Hambourg, Düsseldorf (avec la région du Rhin et de la Ruhr), Francfort-sur-le-Main et Stuttgart. Elle a été présentée en même temps que Rostock le 15 janvier 2004 comme candidate allemande officielle pour les Jeux olympiques de 2012 devant le CIO. Le 18 mai 2004 le Comité international olympique a refusé lors de la présélection internationale de la reconnaître comme ville candidate, et sa demande a donc échoué.
Depuis environ le changement de millénaire Leipzig peut également se targuer d'avoir renforcé son économie. Avec la création de grandes entreprises de production et d'industrie des transports elle a commencé à ne plus être une simple ville de service, ce qu'elle avait continué à être tout de suite après le tournant de 1989. Entre-temps se sont établis par exemple BMW, Porsche, Siemens et Amazon. DHL a fait de l'Aéroport de Leipzig/Halle, sa plaque tournante d'Europe centrale.
Parmi les mesures de construction importantes figurent la reconstruction de la gare centrale de Leipzig, le nouveau bâtiment du Museum der bildenden Künste, le nouveau bâtiment de l'université sur l'Augustusplatz et le centre commercial Höfe am Brühl dans le centre-ville nord. Au cours de la construction de la nouvelle université, un débat controversé a eu lieu pendant plusieurs années sur la question de savoir si et dans quelle mesure l'église universitaire, dynamitée en 1968, devait être reconstruite. En 2004, il a été décidé que la forme architecturale du nouvel auditorium universitaire à construire devait faire référence à l'église. À l'issue d'un concours d'architecture international, le projet de l'architecte néerlandais Erick van Egeraat a été réalisé et achevé sous le nom de Paulinum pour le 608e anniversaire de l'université en 2017.
Le City Tunnel du S-Bahn d'Allemagne centrale, construit entre 2003 et 2013, se distingue comme un projet d’infrastructure majeur.
Le 23 septembre 2008, Leipzig a reçu le titre de « Ort der Vielfalt » (lieu de la diversité) décerné par le Gouvernement fédéral.
En 2016, Leipzig a reçu le titre honorifique de « Ville européenne de la Réforme » décerné par la Communauté des Églises protestantes en Europe.
En 2024, Leipzig était la seule ville d'Allemagne de l'Est à disposer d'un stade compatible avec l'UEFA à être la ville hôte du Championnat d'Europe de football 2024 avec quatre matches. Avec le RB Leipzig, Leipzig est représenté en Bundesliga depuis la saison 2016/17 et depuis quelques années également en Ligue des champions de l'UEFA et en Ligue Europa.
Depuis plusieurs années, le nombre d'habitants est lui aussi en hausse, de façon lente mais régulière. Depuis 2019, Leipzig est redevenue une ville de plus de 600.000 d'habitants.

## Référence de traduction
- (de) Cet article est partiellement ou en totalité issu de l’article de Wikipédia en allemand intitulé « Geschichte der Stadt Leipzig » (voir la liste des auteurs).